# Кили, Эдна
Эдна Кили (англ. Edna Keeley, 5 апреля 1888, Северная Дакота — 27 января 1961, Аризона) — американская актриса театра, снявшаяся также в австралийском немом кино.

## Жизнь и карьера

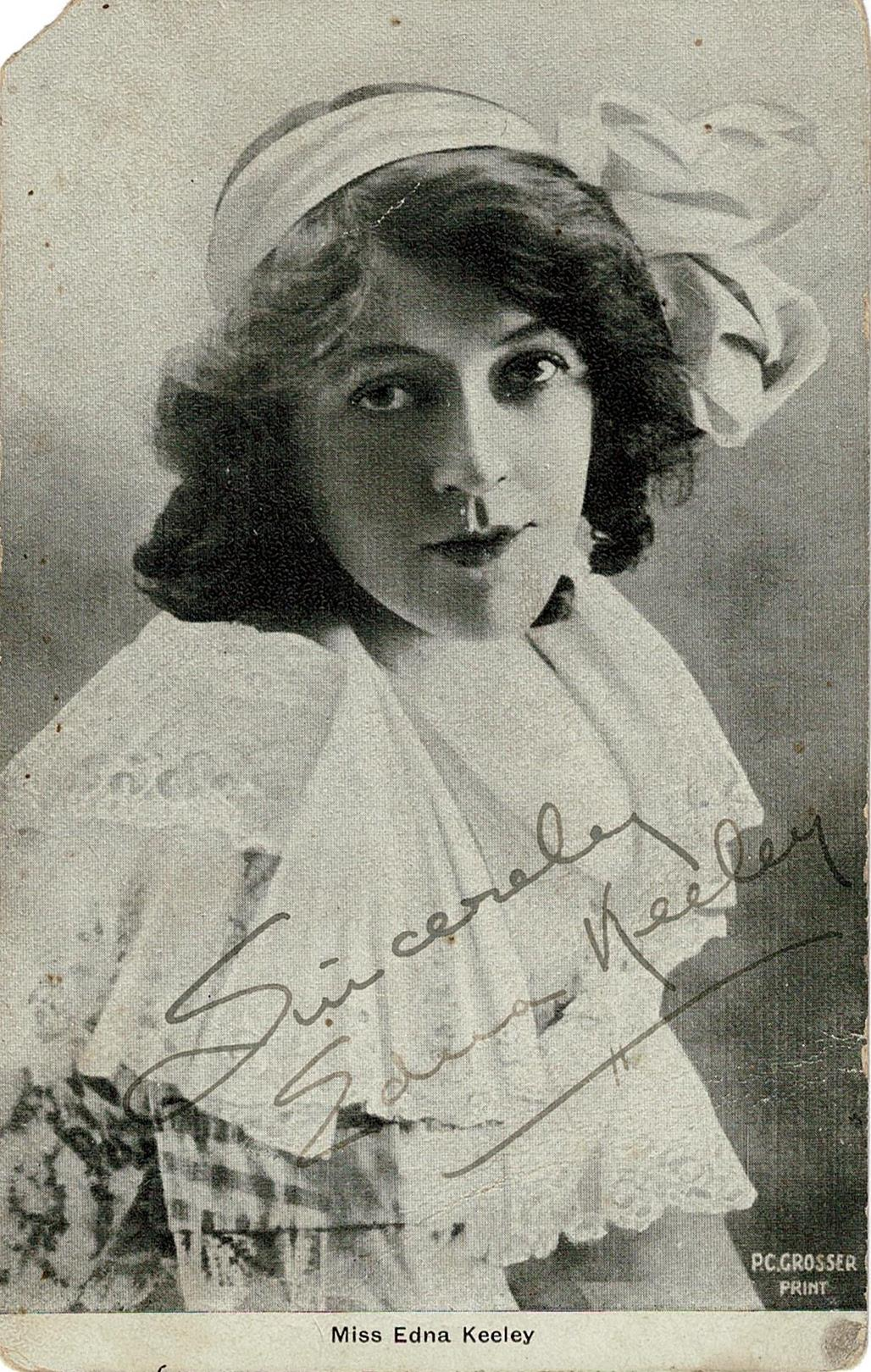
Эдна Кили (ок. 1912)

Эдна Кили родилась в Северной Дакоте в апреле 1884 года. В детстве она выступала на сцене вместе со своей матерью Маргаритой Де Эстес.
Кили вышла замуж за Джорджа А. Арчибальда 12 июля 1902 года в Марине, Калифорния. Арчибальд умер в декабре того же года.
Кили продолжила работать актрисой и присоединилась к компании Allen Doone, базирующейся в Австралии. В 1915 году Эдна снялась в австралийском немом фильме «Бунтарь».
Она и Аллен Дун вернулись в Соединённые Штаты и на момент его смерти в 1948 году были женаты.
Кили умерла 27 января 1961 года в Аризоне.